# Pseudosciara
Pseudosciara är ett släkte av tvåvingar. Pseudosciara ingår i familjen sorgmyggor.

## Dottertaxa tillPseudosciara, i alfabetisk ordning[1]
- Pseudosciara aitkeni
- Pseudosciara bifasciata
- Pseudosciara boracensis
- Pseudosciara cariba
- Pseudosciara coroicoensis
- Pseudosciara coxalba
- Pseudosciara debilis
- Pseudosciara delectata
- Pseudosciara domestica
- Pseudosciara forceps
- Pseudosciara fragistyla
- Pseudosciara golbachi
- Pseudosciara grisapex
- Pseudosciara hirtella
- Pseudosciara hirtipes
- Pseudosciara humeropicta
- Pseudosciara lindneri
- Pseudosciara longicera
- Pseudosciara luteicoxa
- Pseudosciara melanocephala
- Pseudosciara muricata
- Pseudosciara neotropica
- Pseudosciara nigricolor
- Pseudosciara paradoxa
- Pseudosciara pedunculata
- Pseudosciara pygmaea
- Pseudosciara striata
- Pseudosciara superba
- Pseudosciara thoracica
- Pseudosciara trifasciata